# Pink: Live in Australia
Pink: Live in Australia es un DVD musical de la cantante estadounidense Pink. Contiene los conciertos grabados en el Sydney Entertainment Centre en Sídney, Australia durante las fechas del Funhouse Tour en ese País, el 17 y 18 de julio de 2009 en donde superó su propio record establecido en ese país durante el I'm Not Dead Tour. Fue lanzado a finales de octubre y principios de 2009. Debido a la gran demanda en Australia, 170.000 copias fueron vendidas durante la preventa y se ha convertido en el DVD musical más vendido de la historia en Australia siendo certificado en 28 oportunidades con el disco de platino, solo en ese país ha vendido 420.000 ejemplares. 12 de las 24 canciones interpretadas fueron incluidas en el álbum en directo Funhouse Tour: Live in Australia. Es uno de los Mejores Tour que se han presentado en Australia . 

## Lista de canciones
1. "Highway to Hell" (AC/DC cover) (Video Introduction)
2. "Bad Influence"
3. "Just Like a Pill"
4. "Who Knew"
5. "Ave Mary A"
6. "Don't Let Me Get Me"
7. "I Touch Myself" (Divinyls cover)
8. "Please Don't Leave Me"
9. "U + Ur Hand"
10. "Leave Me Alone (I'm Lonely)"
11. "So What"
12. "Family Portrait"
13. "I Don't Believe You"
14. "Crystal Ball"
15. "Trouble" (Acoustic version)
16. "Babe I'm Gonna Leave You" (Led Zeppelin cover)
17. "Sober"
18. "Bohemian Rhapsody" (Queen cover)
19. "Funhouse"
20. "Crazy"  (Gnarls Barkley cover)
21. "Get the Party Started"
22. "Glitter in the Air"

Bonus tracks
1. "It's All Your Fault"
2. "One Foot Wrong"

Bonus features
1. On Tour with P!nk
2. How To "Shred the Gnar"
3. Bloopers

## Posicionamiento
Debido a la preventa en Australia, el DVD debutó con 11 discos de platino.
| Chart (2009)                  | Posicionamiento |
| ----------------------------- | --------------- |
| Australia DVD Chart           | 1               |
| Austria DVD Chart             | 2               |
| Bélgica Ultratop DVD Chart    | 2               |
| Danish DVD Chart              | 5               |
| Dutch Megacharts DVD Chart    | 3               |
| Alemania DVD Chart            | 1               |
| Irlanda DVD Chart             | 1               |
| Italia FIMI DVD Chart         | 12              |
| Nueva Zelanda Music DVD Chart | 1               |
| España Promusicae DVD Chart   | 16              |
| Suiza DVD Chart               | 1               |
| Reino Unido DVD Chart         | 2               |
| US DVD Chart                  | 2               |

### Certificaciones
| País           | Certificación | Ventas    |
| -------------- | ------------- | --------- |
| Australia      | 28x Platino   | 420,000   |
| Alemania       | Platino       | 50,000    |
| Nueva Zelanda  | Platino       | 5,000     |
| Estados Unidos | Oro           | 50,000    |
| Mundo          |               | 1,000,000 |